# Relations entre Chypre et le Danemark
Les relations entre Chypre et le Danemark sont les relations étrangères bilatérales de Chypre et de le Danemark, deux États membres de l'Union européenne.

## Histoire

### Période ancienne
Les contacts entre le Danemark et Chypre sont anciens. Ainsi, le roi danois Éric Ier se serait arrêté à Chypre lors de son voyage pour la Terre Sainte. Il tomba malade et mourut dans la ville de Paphos en juillet 1103.

### Établissement et développement des relations diplomatiques
Les relations diplomatiques entre les deux pays furent établies le 2 novembre 1960. L'ambassadeur Holset Beck, non résident (basé à Rome), présenta ses lettres d'accréditation au président chypriote Makarios III le 25 janvier 1961.
Le premier ambassadeur chypriote accrédité au Danemark fut Costas Assiotis, basé à Londres. Il présenta ses lettres de créances au roi Frédéric IX le 5 mars 1970. 
En 1990, le Danemark a envoyé 342 soldats à Chypre dans le cadre de la Force des Nations unies chargée du maintien de la paix à Chypre. Les soldats danois étaient organisés en bataillons d'infanterie.
En septembre 2000, une ambassade résidente fut ouverte à Copenhague. 
Le président chypriote Glafcos Clerides s'est rendu au Danemark en juin 2002, pour les négociations en vue de l'adhésion de Chypre à l'Union européenne, la partition de Chypre et les relations bilatérales entre les deux pays.

### Depuis l'adhésion de Chypre à l'UE
En septembre 2004, le Danemark ouvrit une ambassade à Chypre, qui a depuis fermé.
En août 2006, le Premier ministre danois Anders Fogh Rasmussen s'est rendu dans la ligne verte.

## Coopération thématique

### Économie
Dans le cadre de la présidence du Conseil de l'Union européenne (laquelle se déroule par triplet de présidences), les chefs d’État de Chypre et du Danemark, accompagné de la Pologne, se sont engagés à des actions communes durant la crise économique et dans le budget de l'Union européenne pour la période 2014-2020,.

### Fiscalité
En mai 1981, Chypre et le Danemark ont signé une convention fiscale. 

### Transports
Un accord de transport aérien fut signé entre Chypre et le Danemark le 27 avril 1963.

## Sources
- (en) Cet article est partiellement ou en totalité issu de l’article de Wikipédia en anglais intitulé « Cyprus–Denmark relations » (voir la liste des auteurs).

## Compléments